# 2005 TD49
2005 TD49 – planetoida należąca do grupy Apollo i obiektów NEO.

## Odkrycie
Asteroida została odkryta w październiku 2005 roku w programie FMO Spacewatch przez Elżbietę Bogucką. Nazwa planetoidy jest oznaczeniem tymczasowym, nie posiada też jeszcze oficjalnej numeracji.

## Orbita
2005 TD49 okrąża Słońce w ciągu 4 lat i 146 dni w średniej odległości 2,68 j.a. Nachylenie jej orbity względem ekliptyki to 0,09°, a mimośród jej orbity wynosi 0,62. Jest to 3 w kolejności planetoida odkryta z udziałem Polaków w programie FMO.
Udział internautów w kampanii polega na przeglądaniu zdjęć udostępnianych w programie Fast Moving Objects oraz wyszukiwaniu obiektów, które mogą być planetoidami poprzez analizę zdjęć.